# Moon Over Harlem
Moon Over Harlem is een Amerikaanse misdaadfilm uit 1939 onder regie van Edgar G. Ulmer.

## Verhaal
In Harlem trouwt Dollar Bill met de weduwe Minnie. Hij blijkt echter een misdadiger te zijn. Bovendien is hij een notoir rokkenjager, die zijn oog heeft laten vallen op Minnies dochter Sue. De vriend van Sue wil Harlem zuiveren van criminaliteit.

## Rolverdeling
| Acteur            | Personage         |
| ----------------- | ----------------- |
| Buddy Harris      | Dollar Bill       |
| Cora Green        | Minnie            |
| Izinetta Wilcox   | Sue               |
| Earl Gough        | Bob               |
| Zerita Steptean   | Jackie            |
| Petrina Moore     | Alice             |
| Daphne Fray       | Pat               |
| Mercedes Gilbert  | Moeder van Jackie |
| Frances Harrod    | Maud              |
| Alec Lovejoy      | Fats              |
| Walter Richardson | Broeder Hornsby   |
| Slim Thompson     | Long-Boy          |
| Freddie Robinson  | Half-Pint         |
| John Bunn         | Wallstreet        |
| Marieluise Bechet | Nina Mae Brown    |